# Skawiński obszar łąkowy
Skawiński obszar łąkowy este o arie protejată (sit de importanță comunitară — SCI) din Polonia întinsă pe o suprafață de 44,13 ha, integral pe uscat.

## Localizare
Centrul sitului Skawiński obszar łąkowy este situat la coordonatele 49°59′50″N 19°50′17″E / 49.9972°N 19.8381°E.

## Înființare
Situl Skawiński obszar łąkowy a fost declarat sit de importanță comunitară în octombrie 2009 pentru a proteja 4 specii de animale.

## Biodiversitate
Situată în ecoregiunea continentală, aria protejată conține 2 habitate naturale: Pajiști cu Molinia pe soluri calcaroase, turboase sau argilos-nămoloase (Molinion caeruleae), Fânețe de joasă altitudine (Alopecurus pratensis, Sanguisorba officinalis).
La baza desemnării sitului se află mai multe specii protejate de  nevertebrate (4): fluturele purpuriu (Lycaena dispar), Lycaena helle, Phengaris nausithous, Phengaris teleius.